# Bayan (Daşkəsən)
Bayan è un comune dell'Azerbaigian situato nel distretto di Daşkəsən. Conta una popolazione di 2 047 abitanti.